# ارين بيتن
ارين بيتن (بالإنجليزية: Warren Peyton)‏ (13 ديسمبر 1979 بمانشستر في المملكة المتحدة - ) هو لاعب كرة قدم بريطاني في مركز الوسط. شارك مع منتخب إنجلترا لكرة القدم C ‏. أما مع النوادي، فقد لعب مع نادي بوري ونادي دونكاستر روفرز ونادي روتشديل ونادي ستاليبريدج سيلتيك ونونيتون بورو ‏ ونادي ألترينتشام وليه جنيسيس ‏ ونادي جيزيلي ‏ وDroylsden F.C. ‏.

## وصلات خارجية
- ارين بيتن على موقع قاعدة بيانات كرة القدم.إي يو (الإنجليزية)
- ارين بيتن على موقع Soccerbase.com (لاعب) (الإنجليزية)